# Fièvre périodique type Marshall
 Mise en garde médicale
Le syndrome de Marshall — à ne pas confondre avec le syndrome de Marshall-Smith (en), ni avec le syndrome de surdité Marshall (en) — ou FPAPA, est une maladie pédiatrique caractérisée par des symptômes périodiques.

## Découverte de la maladie
Le syndrome de Marshall a été décrit pour la première fois en 1987 à propos de 12 enfants présentant une fièvre périodique associée à des aphtes buccaux, une pharyngite et des adénopathies cervicales. Une enquête rétrospective nationale initiée en France par le Groupe de pathologie infectieuse pédiatrique a permis l'analyse sémiologique de 22 cas. Après avoir éliminé une infection, les principaux diagnostics différentiels sont la fièvre méditerranéenne familiale (maladie périodique), le syndrome hyper-IgD et la neutropénie fébrile.

## Symptomatologie
Le syndrome de Marshall ou F(P)APA (pour Fièvre (périodique) avec aphtose, pharyngite et adénite) est une affection qui touche l'enfant et qui guérit la plupart du temps avant l'âge de 15 ans.
Les premiers épisodes fébriles apparaissent avant l'âge de 3 ans. La fièvre est précédée par une période de fatigue, maux de tête, anorexie, dysphagie ; elle est élevée (plus de 40 °C) avec des frissons intenses, une pharyngite, des adénopathies cervicales, des aphtes buccaux. L'enfant se plaint parfois aussi de douleurs abdominales ou articulaires. L'ensemble dure environ 5 jours, et revient avec régularité chez le même enfant, de 4 à 9 semaines selon les enfants. Les garçons sont un peu plus touchés que les filles.
Ce syndrome concerne essentiellement les jeunes enfants, sans prédominance géographique ni ethnique, avec un début avant l'âge de trois ans. Après une phase de prodromes (asthénie, céphalées, dysphagie, anorexie), les épisodes sont stéréotypés, avec la survenue brutale d'une fièvre élevée (supérieure à 40 °C), des frissons, des aphtes buccaux, une pharyngite et des adénopathies cervicales. La moitié des enfants présentent des arthralgies ou des douleurs abdominales.

## Diagnostic
Il n’existe pas d’examens complémentaires pour y parvenir. Le diagnostic est clinique. Lors des épisodes fébriles il existe un syndrome inflammatoire peu spécifique avec hyperleucocytose : élévation franche de la protéine C-réactive et augmentation de la vitesse de sédimentation.
Un test thérapeutique, non spécifique mais assez propre à ce syndrome peut apporter un argument important.

La prednisone, à la dose unique de 2 mg·kg-1 donnée au début de la poussée, exerce une action spectaculaire sur l’évolution : la fièvre disparaît en quelques heures ; la stomatite et la pharyngite régressent rapidement. Cependant ces prises répétées peuvent contribuer à rapprocher les crises.

Le mécanisme d’action est inconnu.

## Thérapeutique
L’évolution du syndrome FPAPA est bénigne, mais la répétition des poussées est une gêne pour la vie quotidienne.
Une corticothérapie donnée en une prise unique ne peut guère altérer le développement staturo-pondéral de l’enfant.
Par conséquent, on peut y recourir sans crainte. Les poussées évoluent sur plusieurs années.[réf. nécessaire]
L’efficacité de l’amygdalectomie est diversement appréciée selon les auteurs.
Certaines observations[Qui ?] rapportent un succès incontestable de ce traitement, mais le faible nombre de cas publiés ne permet pas de recommander formellement cette thérapeutique. La cimétidine posséderait une efficacité chez un petit nombre de patients, en traitement quotidien.
Le traitement le plus efficace semble être l'administration précoce de corticoïdes dès les prodromes. Le pronostic est excellent, avec un espacement progressif des crises, et l'absence de complication. L'étiologie demeure inconnue.

### Sources
- Rossant L., Votre Enfant. Bouquins/Laffont
- (en) « Syndrome of periodic fever, aphtous stomatitis, pharyngitis and adenopathy: Results of a restrospective survey in France » P. Ovetchkine, M.L. Bry et P. Reinert pour le Groupe de pathologie infectieuse pédiatrique (10-2000)
- Article rédigé par une équipe d'experts de l'hôpital Robert-Debré en France : FPAPA_Debré_Professeur_Bourrillon